# Джой (фильм, 2015)
«Джой» (англ. Joy) — американский трагикомедийный фильм режиссёра Дэвида О. Расселла с Дженнифер Лоуренс в главной роли. Мировая премьера фильма — 25 декабря 2015 года, в России — 21 января 2016 года.

## Сюжет
В основе сценария лежит история Джой Мангано — матери из Лонг-Айленда, которая изобрела самоотжимающуюся чудо-швабру (Miracle Mop), разочаровавшись в обычных. Чтобы найти своё место в жизни, Джой готова пожертвовать многим, однако на пути к успеху её ожидают немало потерь и разочарований.
Вместе с Джой и её двумя детьми живёт её мать Тэрри, которая целый день проводит в постели за просмотром мыльных опер, её бабушка по материнской линии и её безработный бывший муж Тони. Ее сводная сестра по отцовской линии Пегги постоянно унижает Джой перед своими детьми за неудачный брак. Отец Джой, Руди, еще больше усложняет ситуацию, когда разводится в третий раз и решает переехать жить в подвал к дочери.
Лучшая подруга Мими и Джой, Джеки, советует Джой развивать её талант к изобретениям необычных вещей. Раздраженная использованием обычной швабры, женщина проектирует и создает инновационный самоотжимающийся тип швабр.
Богатая итальянская вдова Труди встречается с Джой и решает инвестировать в её продукт. Они заключают контракт с калифорнийской компанией на производство деталей швабры по низкой цене. Чтобы избежать потенциального судебного иска, компания рекомендует Джой совершить выплату, в размере 50 000 долларов человеку в Гонконге, у которого есть аналогичный продукт. Производитель неоднократно выставляет счет Джой, чтобы переделать их неисправные детали, в конце концов она отказывается платить.
Джой проводит встречу с руководителем компании QVC Нилом Уокером, который соглашается продавать ее швабры по телевидению. Чтобы изготовить ещё 50 тыс. швабр, Джой берёт второй кредит. Когда первая попытка продаж проваливается после того, как Нил Уокер демонстрирует продукт в невыгодном свете, Джой требует, чтобы ей разрешили сделать второй рекламный ролик. Швабры начинают продаваться, принося тысячи долларов; Успех Джой вскоре омрачается внезапной смертью Мими.
Бизнес Джой подвергается опасности после того, как Пегги увеличивает зарплату производителя без одобрения Джой. Производитель отказывается вернуть деньги, и лазейка в контракте позволяет им обманным путем запатентовать дизайн швабры Джой, как свой собственный. Вскоре после подачи заявления о банкротстве Джой обнаруживает, что подобного продукта в Гонконге никогда не было, и производитель обманул ее. Она вступает в конфликт с владельцем компании Дереком Маркхэмом, вынуждая его возместить убытки и отказаться от любых претензий по ее патенту или принять уголовное обвинение.
Джой становится успешной независимой бизнес-леди, которая спонсирует других изобретателей, поддерживает стареющего отца, а Джеки и Тони — ее самые ценные советники.

## В ролях
| Актёр               | Роль            |
| ------------------- | --------------- |
| Дженнифер Лоуренс   | Джой Мангано    |
| Брэдли Купер        | Нил             |
| Роберт де Ниро      | Руди            |
| Эдгар Рамирес       | Тони Миранни    |
| Элизабет Рём        | Пэгги           |
| Дэша Поланко        | Джеки           |
| Изабелла Росселлини | Труди           |
| Дайан Ладд          | Мими            |
| Вирджиния Мэдсен    | Терри           |
| Донна Миллз         | Присцилла       |
| Сьюзан Луччи        | Даника          |
| Морис Бенард        | Джаред          |
| Лора Райт           | Кларинда        |
| Дрена Де Ниро       | Синди           |
| Джон Инос           | Родерик         |
| Мэдисон Вульф       | Пэгги в детстве |

## Съёмки
Съёмки фильма начались в феврале 2015 года в Бостоне.

## Критика
В целом фильм получил смешанные отзывы, хотя игра Дженнифер Лоуренс удостоилась всеобщей похвалы, вследствие чего Лоуренс получила номинацию на премию «Оскар» за Лучшую женскую роль в 2016 году. На сайте Rotten Tomatoes фильм имеет рейтинг 60 % на основе 256-ти рецензий критиков, со средней оценкой 6,3 из 10. На сайте Metacritic фильм получил 56 баллов из 100 на основе рецензий 36-ти критиков.

## Награды
| Награда                                                | Категория                                                     | Получатель                                                    | Результат |
| ------------------------------------------------------ | ------------------------------------------------------------- | ------------------------------------------------------------- | --------- |
| Премия «Оскар»                                         | Лучшая женская роль                                           | Дженнифер Лоуренс                                             | Номинация |
| Премия «Золотой глобус»                                | Лучший фильм — комедия или мюзикл                             |                                                               | Номинация |
| Премия «Золотой глобус»                                | Лучшая женская роль — комедия или мюзикл                      | Дженнифер Лоуренс                                             | Победа    |
| Премия Американской ассоциации монтажёров              | Лучший монтаж художественного фильма — комедия                | Алан Баумгартен, Джей Кэссиди, Том Кросс, Кристофер Теллефсен | Номинация |
| Премия Гильдии художников-постановщиков США            | Лучшая работа художника-постановщика в фильме о современности | Джуди Беккер                                                  | Номинация |
| Премия Американского общества специалистов по кастингу | Лучший кастинг в высокобюджетном фильме — комедия             | Мари Верньё, Линдси Грэм, Анджела Пири                        | Номинация |
| Премия Critics’ Choice Movie Awards                    | Лучшая актриса                                                | Дженнифер Лоуренс                                             | Номинация |
| Премия Critics’ Choice Movie Awards                    | Лучшая комедия                                                |                                                               | Номинация |
| Премия Critics’ Choice Movie Awards                    | Лучшая актриса в комедии                                      | Дженнифер Лоуренс                                             | Номинация |
| Премия Общества кинокритиков Детройта                  | Лучшая актриса                                                | Дженнифер Лоуренс                                             | Номинация |
| Премия Общества кинокритиков Детройта                  | Лучший ансамбль                                               |                                                               | Номинация |
| Премия MTV Movie Awards                                | Лучший фильм, основанный на реальных событиях                 |                                                               | Номинация |
| Премия MTV Movie Awards                                | Лучшая женская роль                                           | Дженнифер Лоуренс                                             | Номинация |
| Премия Teen Choice Awards                              | Лучшая драматическая актриса                                  | Дженнифер Лоуренс                                             | Победа    |
| Премия «Молодой актёр»                                 | Лучшая молодая актриса второго плана (не старше 13 лет)       | Изабелла Кроветти                                             | Победа    |